# Isolde Pludermacher
Isolde Pludermacher est une auteure et historienne de l'art française. Depuis 2012, elle travaille au musée d’Orsay où elle est actuellement conservatrice en chef du département Peinture.

## Biographie
Isolde Pludermacher est la fille de Georges Pludermacher et la petite-fille de Serge et Rachel Pludermacher. Elle est diplômée de l’Institut national du patrimoine. En 2012, elle rejoint le musée d'Orsay de Paris, où elle travaille comme conservatrice peinture. Ses travaux de recherche et différentes publications s'orientent principalement autour dures œuvres d'Eugène Boudin, Gustave Courbet, Édouard Manet, ainsi que sur les débuts de l'impressionnisme.
Isolde Pludermacher est lauréate de la bourse de la Fondation Carnot. Cette reconnaissance lui permet de séjourner aux États-Unis afin de poursuivre ses recherches sur les liens entre les peintres Gustave Courbet et Édouard Manet,. En 2015, elle est l'auteure de l'ouvrage Édouard Manet, les femmes publié aux Éditions des Falaises,, et enseigne à l'Ecole du Louvre.
En 2014, elle participe en tant que co-commissaire à l'exposition Cet obscur objet de désirs. Autour de L'Origine du monde, dédiée à l'œuvre du peintre français Gustave Courbet, au musée Courbet d'Ornans,,,,. Elle travaille également sur l’exposition Splendeurs et misères. Images de la prostitution, 1850-1910, mise en place au Musée d'Orsay puis au musée Van Gogh d'Amsterdam entre 2015 et 2016,,,.

## Publications
Parmi une liste non exhaustive :
- Édouard Manet, les femmes, Isolde Pludermacher, Éditions des Falaises, coll. Peinture-Photo, 64 p., 2015   (ISBN 2848112484)

### Ouvrages collectifs
- Eugène Boudin, lettres à Ferdinand Martin, tome I (1861-1870), Trouville-sur-Mer, Ed. Les Amis du Musée Eugène Boudin, Librairie des Musées, 264 p., 2011,  (ISBN 9782902985173)
- Le Musée d'Orsay à 360 degrés, ouvrage collectif, Flammarion, 360 p., 2013,  (ISBN 2081279959)
- Little M’O, Isolde Pludermacher, Courbet et Manet, Paris, Musée d’Orsay, Skira Flammarion, 2013,  (ISBN 2081324644 et 9782081324664)
- Abécédaire de la prostitution au XIXe siècle : Splendeurs et misères, Claire Dupin de Beyssat, Isolde Pludermacher, Préface d'Alain Corbin, Flammarion, coll. Musée d'Orsay, 213 p., 2015,  (ISBN 2081370344)
- Prostitutions, des représentations aveuglantes, co-direction scientifique de l’ouvrage avec Gabrielle Houbre et Marie Robert, Paris, musée d’Orsay, Flammarion, 230 p., 2015,  (ISBN 208137496X)
- Faces of Impressionism – Portraits from the Musee d′Orsay, 22 notices, Isolde Pludermacher, Yale University Press, 250p, 2015,  (ISBN 0300207735)
- Millet, Régis Cotentin, Chantal Georgel, Isolde Pludermacher, Annie Scottez de Wambrechies, RMN, coll. RMN Arts du 19e, 251 p., 2017,  (ISBN 2711870456)

### Catalogues d'exposition
- Eugène Boudin en Normandie, Isolde Pludermacher, L’Exposition maritime internationale de 1868 au Havre, Honfleur, Musée Eugène Boudin, Honfleur, 199 p., 1998,  (ISBN 2912257042)
- Juliette Récamier, muse et mécène, 24 notices, Musée des Beaux-arts de Lyon, Paris, Hazan, 271 p., 2009,  (ISBN 2754103988)
- L'impressionnisme à l'art moderne : collectionneurs d’avant-garde au Havre, Isolde Pludermacher, La Société des Amis des Arts du Havre (1858-1905), la tentation de l’art moderne et la constitution d’un premier réseau de collectionneurs, Paris, Musée du Luxembourg, Paris, R.M.N., 224 p., 2011,  (ISBN 2711860000)
- Manet. Ritorno a Venezia, Venere di Urbino e Olympia : due donne scandalose, avec Guy Cogeval, Venise, Fondazione Musei Civici di Venezia, Milan, Skira, 105 p., 2013,  (ISBN 9788857218472)
- Jacqueline Delubac, le choix de la modernité, La collection de Myran Eknayan, Isolde Pludermacher et Stéphane Paccoud, Musée des beaux-arts de Lyon, Actes Sud, 240 p., 2014,  (ISBN 978-2-330-03671-3)
- Sept ans de réflexion. Dernières acquisitions du musée d’Orsay, 2008-2014, Notice des Bûcherons de Millet, Paris, Musée d’Orsay, Skira, 308 p., 2014,  (ISBN 2370740221)
- Cet obscur objet de désirs, autour de L’Origine du monde, Isolde Pludermache, L’Origine du monde : entre imaginaire scientifique et poétique, Musée Courbet, Paris, Lienart, 2014,  (ISBN 2359061151)
- Splendeurs et misères : Images de la prostitution, 1850-1910, ouvrage collectif avec Nienke Bakker, Guy Cogeval, Mireille Dottin-Orsini, Daniel Grojnowski, Isolde Pludermacher, Le beau dans l’horrible. Prostitution et modernité, Flammarion, coll. Musée d'Orsay, 305 p., 2015,  (ISBN 208137031X)
- Monet and the Birth of Impressionism par Felix Kramer, From non fini to impression. The birth of a new painting, 13 notices, Francfort, Städel Museum, Prestel, 280 p., 2015,  (ISBN 3791354132)

### Autres publications
- Les conditions du développement de la vie artistique du Havre dans la seconde moitié du XIXe siècle, Cahiers havrais de recherche historiques, no 60, p. 59-84, 2002
- Les graffitis d’artistes : signes de dévotion artistique, Rome, Latium, XVe – XIXe siècles, avec Jérémie Koering, Revue de l’art, 184/2, p. 25-34, 2014

## Expositions
En tant que commissaire d'exposition :
- Cet obscur objet de désirs. Autour de L'Origine du monde, Musée Courbet, Ornans, France, 7 juin - 1er septembre 2014
- Splendeurs et misères. Images de la prostitution, 1850-1910, Musée d'Orsay, Paris, France, 22 septembre 2015 - 17 janvier 2016
- Splendeurs et misères. Images de la prostitution, 1850-1910, Musée Van Gogh, Amsterdam, Pays-Bas, 19 février - 19 juin 2016
- Le modèle noir : de Géricault à Matisse, Musée d'Orsay, Paris, France, 26 mars 2019 - 21 juillet 2019